# Xandrianisme
Le xandrianisme ou alexandrianisme est une tradition wiccane, une religion néopaïenne. Elle a été fondée par Alex Sanders (que l'on connaît également sous le surnom de « Roi des Sorcières »). Alex Sanders et sa femme Maxine Sanders, établirent les fondements de cette tradition dans les années 1960. La tradition xandrienne est similaire en bien des aspects au Gardnérianisme, on y fait régulièrement référence dans les livres concernant la Wicca comme une des traditions les plus largement reconnues de cette religion.

## Origines et Histoire
La tradition se fonde largement sur le Gardnérianisme, dans laquelle Sanders fut instruit au premier degré d'initiation, Elle contient également des éléments de magie cérémonielle et de Kabbale, ce que Sanders avait étudié indépendamment.
Le nom de la tradition se rapporte à la fois à Alex Sanders et à l'ancienne bibliothèque d'Alexandrie, qui fut une des premières bibliothèques du monde,. Le choix du nom fut inspiré par cette bibliothèque car on la voit comme une des premières tentatives de rassembler la connaissance et la sagesse du monde en un seul lieu. Maxine Sanders rappelle que le nom fut choisi quand Stewart Farrar, un étudiant de Sanders, commença à écrire Ce que font les Sorcières. « Stewart demandait comment les sorcières qui étaient initiées dans nos covens devaient être appelées; après beaucoup de discussion, il souleva le mot « alexandrien », qu'Alex et moi aimions tous les deux. Avant cette époque, nous étions très heureux d'être nommées sorcières. »
Le Xandrianisme se pratique en dehors de la Bretagne, ceci incluant à la fois le Canada et les États-Unis d'Amérique. L'Encyclopédie mystique explique que la religion xandrienne n'a jamais bénéficié d'autant de popularité que la tradition gardnérienne, on croit que la publicité négative de Sanders lui aurait porté préjudice. Dans les années 1980, aucun des covens américains xandriens n'avait de lien avec Sanders lui-même. Les covens xandriens se sont mieux développés au Canada où ils étaient plus fermement établis avant toute publicité négative sur Sanders.

## les Pratiques
Le Xandrianisme, d'une façon similaire à d'autres traditions de la Wicca, souligne la polarité des genres. On peut voir cette importance dans les rituels des Sabbats néo-païens, qui se concentrent sur la relation entre la Déesse et le Dieu wiccans.
Comparativement au Gardnérianisme, la Wicca xandrienne est quelque peu plus éclectique, selon l'encyclopédie moderne de la sorcellerie et du néopaganisme. Maxine Sanders note que les xandriens adoptent l'attitude du « si ça marche, utilise-le ». L'utilisation des outils, le recours aux divinités et aux élémentaux diffèrent également de la tradition gardnérienne. La pratique du skyclad ou nudité rituelle est optionnelle au sein de la tradition, et les cérémonies magiques, comme celles dérivées de la Kabbale hermétique et de la magie énochienne peuvent faire partie du rituel.
Les covens xandriens se rencontrent à la nouvelle lune, à la pleine lune et aux sabbats.

## Les rangs et les degrés
La tradition xandrienne partage avec d'autres systèmes wiccans traditionnels la croyance que « seule une sorcière peut initier une autre sorcière ». Le procédé par lequel un individu accède au range de sorcier s'appelle « initiation ». Comme dans le Gardnérianisme, il y a trois niveaux ou degrés d'initiation, on y fait communément référence comme les premier, second et troisième degrés. Seul un sorcier du second ou du troisième degré peut initier un autre à la sorcellerie. on appelle un initié du troisième degré « Grande Prêtresse » ou « Grand Prêtre ». Les Farrars annoncèrent avoir publié les rituels pour les trois cérémonies d'initiation dans Huit Sabbats pour les Sorcières.
Certains xandriens ont institué un rang préliminaire appelé « néophyte » ou « postulant ». Dans ces covens alexandriens, un néophyte n'est pas tenu par les serments pris par les initiés et a donc l'occasion d'examiner la tradition avant de s'y engager. On ne considère pas que les neophytes ont réellement rejoint la tradition jusqu'au moment où ils entreprennent le premier degré. En tant que tels, ils n'expérimentent donc pas les aspects rituels qui sont liés aux serments.

## La relation aux autres traditions
L'étudiant Ronald Hutton a enregistré des commentaires de praticiens britanniques de la Wicca gardnérienne et alexandrienne, selon lesquels les distinctions entre les deux traditions se sont estompées dans les deux dernières décennies, et certains initiés des deux traditions ont reconnu l'initiation dans l'une comme permettant de poursuivre dans l'autre. L'auteur Vivianne Crowley enseigne souvent à ses étudiants dans les deux traditions à la fois. Aux États-Unis, la prêtresse alexandrienne, Mary Nesnick, initiée aux deux traditions, a créé une fusion délibérée des deux, qu'elle a nommée Algardisme.
Janet et Stewart Farrar, initiés tous les deux dans la tradition alexandrienne par les Sanders, se décrivent eux-mêmes comme ayant quitté la tradition alexandrienne après l'abandon des huit sabbats sorciers. On fit plus tard référence à eux comme « Alexandriens réformés », une description que Janet Farrar n'utilise pas. La « Starkindler Line » est dérivée de le Xandrianisme, et la wicca alexandrienne eut une importante influence sur la Blue Star Wicca et Odyssean Wicca.
Les aspects « haute magie » et « Kabbale » de la tradition xandirenne ont inspiré également l'Ordine Della Luna à Constantinople que, dès 1967 Sanders dirigea comme un rite auxiliaire à la tradition alexandrienne, en collaboration avec Derek Taylor dans les années 1980,.